# Sandra Holasek

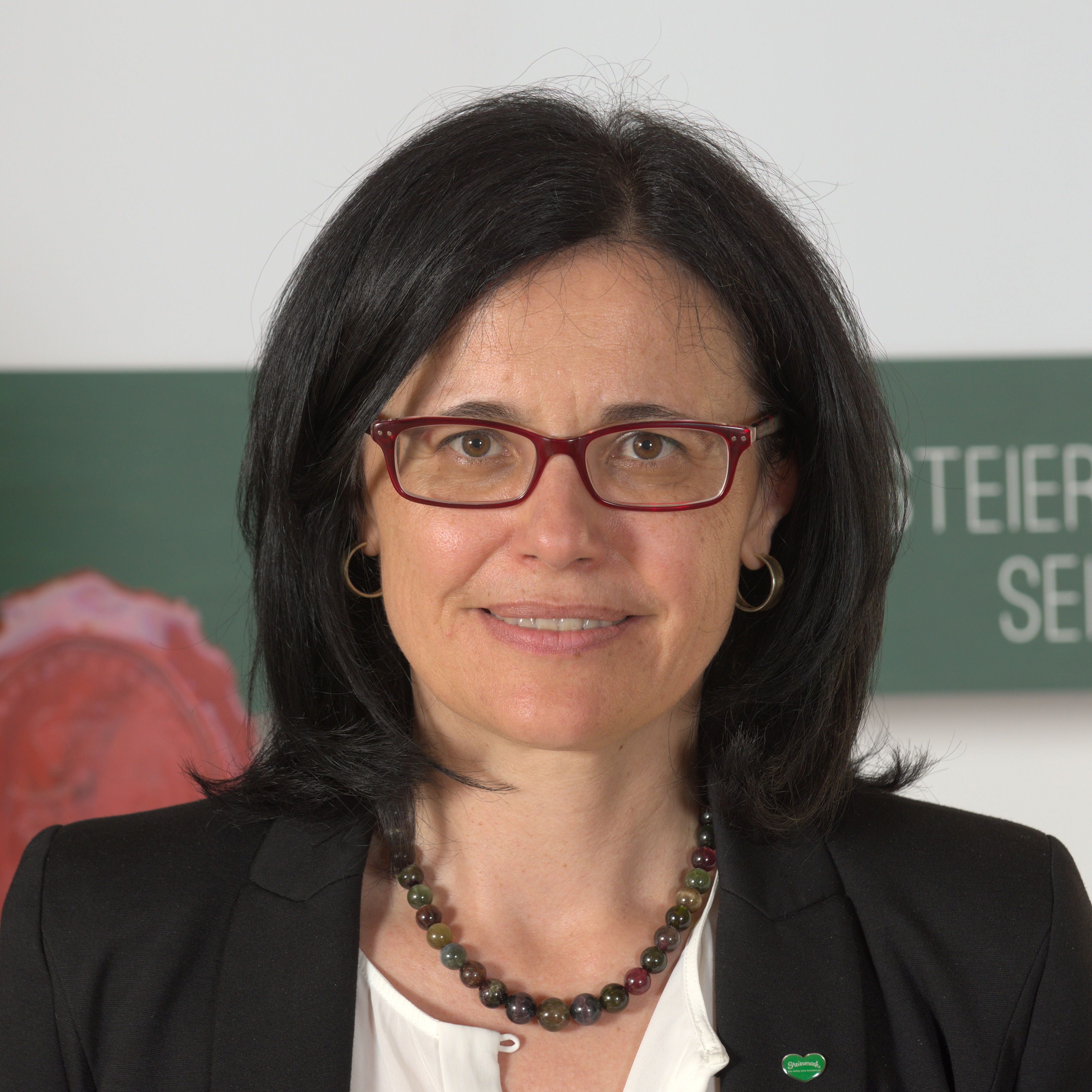
Sandra Holasek (2016)

Sandra Holasek, zuvor Sandra Wallner-Liebmann,  (* 1968 als Sandra Johanna Wallner) ist eine österreichische Ernährungswissenschaftlerin und Politikerin (ÖVP). Holasek ist seit 2010 assoziierte Professorin am Institut für Pathophysiologie und Immunologie der Medizinischen Universität Graz. Seit 2015 ist sie mit Unterbrechung im Dezember 2019 und Jänner 2020 sowie im Dezember 2024 und Jänner 2025 Abgeordnete zum Landtag Steiermark.

## Leben

### Ausbildung und Beruf
Sandra Holasek studierte nach der Matura in Fürstenfeld ab 1987 Ernährungswissenschaften an der Universität Wien. Das Studium schloss sie 1992 mit der Diplomarbeit zum Thema Ernährung und Krankheit: die Problematik der Nährstoffzufuhr im Krankenhaus; Speiseplananalyse am LKH-Fürstenfeld (Steiermark) ab. Ab 1993 absolvierte sie an der Karl-Franzens-Universität Graz ein Doktoratsstudium, 1999 promovierte sie an der Universität Wien mit einer Dissertation über den Effekt einer intensivierten Lebensstilmodifikation auf den weiteren Verlauf der koronaren Herzkrankheit bei Patienten nach elektiver PTCA. 2004 habilitierte sie sich auf dem Gebiet der Pathophysiologie.
Seit 2010 ist sie assoziierte Professorin am Institut für Pathophysiologie und Immunologie der Medizinischen Universität Graz, wo sie die Forschungseinheit Ernährungsforschung/Nutrition and Metabolism leitet. Seit 2013 fungiert sie als Vizepräsidentin der Österreichischen Gesellschaft für Sporternährung, seit 2015 auch als Vizepräsidentin der Österreichischen Gesellschaft für Ernährung.

### Politik
Nach der Landtagswahl 2015 wurde sie am 16. Juni 2015 als Abgeordnete zum Steiermärkischen Landtag der XVII. Gesetzgebungsperiode angelobt. Im Landtagsklub fungiert sie als Sprecherin für Wissenschaft und Forschung sowie Kultur. Nach der Landtagswahl 2019 wurde sie in der zweiten Sitzung der XVIII. Gesetzgebungsperiode am 21. Jänner 2020 erneut als Landtagsabgeordnete angelobt. Sie rückte für ein ÖVP-Regierungsmitglied der im Dezember 2019 gebildeten Landesregierung Schützenhöfer II nach.
Nach der Landtagswahl 2024 schied sie mit 18. Dezember 2024 aus dem Landtag aus. Am 21. Jänner 2025 wurde sie in der zweiten Sitzung der XIX. Gesetzgebungsperiode erneut als Abgeordnete zum Steiermärkischen Landtag angelobt, wo sie für ein ÖVP-Regierungsmitglied der Landesregierung Kunasek nachrückte.